# Сипучі піски (фільм)
Сипучі піски (англ. Quicksand) — трилер.

## Сюжет
Ренді Стюарт сержант морської бази, де її батько є командиром. Вона знаходиться на лікуванні нового психіатра бази, Білла Тернера. Її брат, Гордон Стюарт працює на державній посади. Генерал Стюарт був убитий і Ренді є ключовою підозрюваною. Як тільки Білл починає розслідування злочину, він починає дізнаватись про незвично велику кількість самогубств на базі.

## У ролях
- Майкл Дудікофф — Білл Тернер
- Брук Тейсс — Ренді Стюарт
- Дуглас Вестон — Гордон Стюарт
- Річард Кайнд — Кенсінгтон
- Ден Хедайя — Генерал Стюарт
- Майкл О'Хаган — доктор Фуллер
- Памела Сейлем — Пеггі
- Маріса Джонстон — Саманта
- Самір Дхармадхікарі — рядовий
- Азіф Басра — льотчик
- Лаліт Шарма — бармен